# Колденен
Ко́лденен (каз. Көлденең) — село у складі Урджарського району Абайської області Казахстану. Адміністративний центр та єдиний населений пункт Колдененського сільського округу.
Населення — 1133 особи (2021; 1478 у 2009, 1618 у 1999, 1680 у 1989).
Національний склад станом на 1989 рік:
- казахи — 43 %
- росіяни — 37 %

До 2007 року село називалось Аксаковка.